# Bill Schmidt
William David Schmidt, detto Bill (Muse, 29 dicembre 1947), è un ex giavellottista statunitense.

## Biografia
Partecipò all'edizione dei Giochi olimpici di Monaco di Baviera 1972, vincendo la medaglia di bronzo nel lancio del giavellotto, curiosamente diventando il primo statunitense dopo 64 anni a conquistare una medaglia olimpica in questa specialità.

## Palmarès
| Anno | Manifestazione  | Sede   | Evento                 | Risultato | Prestazione | Note |
| ---- | --------------- | ------ | ---------------------- | --------- | ----------- | ---- |
| 1972 | Giochi olimpici | Monaco | Lancio del giavellotto | Bronzo    | 84,42 m     |      |
| 1975 | Universiadi     | Roma   | Lancio del giavellotto | Argento   | 80,20 m     |      |